# Радіостанція імені Тараса Шевченка
Радіостанція імені Тараса Шевченка — радіостанція Українського радіокомітету. Працювала в Саратові (нині місто в РФ) із 23 листопада 1941 по 10 березня 1944 на хвилі 49,5 метра. До складу її радіокомітету входили Л.Паламарчук (голова), Ф.Венгеров (заст. голови), І.Цюпа, О.Новицький, Д.Шлапак, О.Ющенко, В.Владко, Л.Суярко, І.Сербін та ін. Художнім керівником був народний артист УРСР (із січня 1944 — народний артист СРСР) Ю.Шумський. У складі редакції радіостанції працювали відділи: пропаганди, молодіжного мовлення, літературно-драматичний, «Останніх вістей» та «Партизанських вістей», сектор випуску та ін. Протягом січня—грудня 1942 на станції працював радіокоментатором Я.Галан, який започаткував жанр контрпропагандистського радіокоментаря. 1942 щодоби станція працювала близько 18 годин (12 годин власного мовлення й 6 годин трансляції передач Всесоюзного радіо).
Станція передавала накази Верховного головнокомандування, повідомлення Радінформбюро, матеріали ТАРС, центральних та республіувнських газет, зарубіжну інформацію, повідомлення із фронтів військових кореспондентів Українського радіо, зведення про боротьбу партизанів та підпільників окупованої України. Значне місце в передачах займало висвітлення праці в радянському тилу евакуйованого населення УРСР, матеріалів 1-го та 2-го Антифашистських мітингів представників українського народу (Саратов, 1941, 1942). Перед мікрофонами станції виступали керівники уряду УРСР та республіканські партійні організації, письменники Олександр Корнійчук, Ванда Василевська, Павло Тичина, Максим Рильський, Андрій Малишко та інші.